# Крістіан Броккі
Крістіан Броккі (італ. Cristian Brocchi, нар. 30 січня 1976, Мілан) — італійський футболіст, що грав на позиції півзахисника. По завершенні ігрової кар'єри — футбольний тренер. Наразі очолює «Віченцу».
Вихованець «Мілана», разом з яким став дворазовим переможцем Ліги чемпіонів УЄФА, дворазовим володарем Суперкубка УЄФА, клубним чемпіоном світу, Чемпіон Італії, а також дворазовим володарем Кубка та Суперкубка Італії.
Крім того виступав у Серії А за «Верону», «Інтернаціонале», «Фіорентину» та «Лаціо», вигравши з останніми ще один кубок Італії. Також провів один матч за національну збірну Італії.

## Клубна кар'єра
Народився 30 січня 1976 року в Мілані. Коли йому виповнилося 6 років, хлопчика записали у футбольний клуб «AC Буккінаско». Незабаром селекціонери «Мілана» побачили талант гравця і взяли його в свою академію, в якій він грав поряд з майбутніми учасниками чемпіонатів світу Франческо Коко та Массімо Оддо. У складі «россонері» він пройшов довгий шлях від молодіжної команди, ставши капітаном прімавери, до дебюту в першій команді. 14 серпня 1994 року разом з такими легендами як Рууд Гулліт, Марко ван Бастен і Франк Райкард він зіграв в товариському поєдинку проти аматорського клубу «Саронно», в якому відзначився голом.
Проте, в офіційних матчах Броккі за «Мілан» не провів жодного матчу і на сезон 1995/96 був відданий в оренду в клуб «Про Сесто» з Серії С1, де Крістіан і дебютував на професійному рівні. 20-річний півзахисник проводить весь сезон в основному складі команди, але команда займає 16 місце і понижується в класі, а Броккі не повертається в стан «россонері» і проводить ще один сезон в клубі в четвертому за рівнем дивізіоні. Після сезону в Серії С2 у складі «Про Сесто» Крістіан повертається в Серію С1 в команду «Лумеццане», де також проводить чудовий сезон, забиваючи 4 голи.

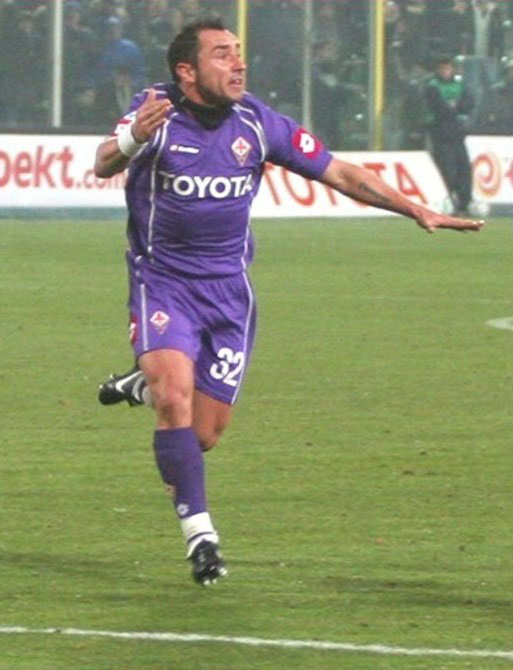
Крістіан Броккі під час виступів за «Фіорентину». 8 лютого 2006 року.

Влітку 1998 року Броккі, не пробившись в заяку рідного клубу, підписує контракт з «Вероною». Під керівництвом тренера Чезаре Пранделлі Крістіан стає ключовим футболістом в центрі поля «джаллоблу», беручи участь в 32 матчах, і забиваючи 6 голів, і допомагає клубу виграти Серію Б і завойовати путівку в Серію А. У своєму дебютному сезоні у вищій італійській лізі, Броккі проводить винятковий чемпіонат, а разом з ним і вся команда, яка закінчує сезон 1999/00 на 9 місці, тим самим, домагаючись найкращого результату клубу з часів здобутого Скудетто в 1985 році.
Після вдалого сезону Броккі зацікавив одразу кілька найсильніших італійських клубів і влітку 2000 року він переходить в «Інтернаціонале». У складі «нерадзуррі» Крістіан проводить посередній сезон, в основному перебуваючи на лаві запасних, взявши участь в 15 матчах і забивши 1 гол. В кінці сезону «Інтер», незадоволений грою півзахисника, відпускає його на правах вільного агента.
Після цього Крістіан повертається до свого рідного клубу. Перейшовши в «Мілан», Броккі зайняв роль резервного гравця в схемах Карло Анчелотті через наявність таких виконавців у центрі поля як Андреа Пірло, Дженнаро Гаттузо і Кларенс Зеєдорф. Незважаючи на це протягом трьох сезонів у складі «россонері» він завойовує Лігу чемпіонів, Суперкубок УЄФА, а також чемпіонат, кубок і Суперкубок Італії. Європейський успіх, головним чином, проявився в успішній грі Броккі в таких важливих матчах команди, як з амстердамським «Аяксом» в 1/4 фіналу Ліги Чемпіонів, а також в півфіналі з «Інтером».

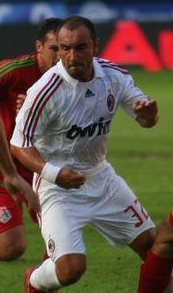
Крістіан Броккі під час виступів за «Мілан». 5 серпня 2007 року.

Влітку 2005 року Крістіан шукає нові стимули і переходить в «Фіорентину» на правах оренди. У Флоренції Броккі знову тренується під керівництвом Чезаре Пранделлі, проводячи прекрасний сезон, увінчаний важливим голом у ворота своєї колишньої команди — «Інтера». За підсумками сезону його команда займає почесне четверте місце, але через скандал «кальчополлі» «фіалкам» не вдається кваліфікуватися в Лігу Чемпіонів.
В кінці сезону Броккі відхиляє пропозицію «Фіорентини» про продовження оренди та збільшення зарплати і повертається в «Мілан». Тут Броккі знову знаходиться за спинами таких півзахисників як Дженнаро Гаттузо і Массімо Амброзіні. А в сезоні 2007/08 конкуренція в центрі поля збільшується з прибуттям до складу «россонері» Емерсона. Тим не менш, Крістіану вдається потрапляти в основний склад команди, замінюючи гравців основи. Він бере участь у 74 матах за два роки, які були увінчані перемогами в Суперкубку УЄФА і Клубному чемпіонаті світу: в цих матчах гравець бере безпосередню участь, виходячи на поле з лавки запасних.
28 серпня 2008 року, на початку сезону 2008/09, Крістіан Броккі перейшов до «Лаціо». Італійський півзахисник дебютував за римлян в переможному матчі проти «Кальярі» (4:1). Свій перший поєдинок на «Стадіо Олімпіко» він провів 14 вересня 2008 року проти «Сампдорії». Перший сезон у складі столичного клубу завершився 34 проведеними матчами. Крім того 13 травня 2009  року він завойовує з командою Кубок Італії, а 8 серпня 2009 року його команда здобуває перемогу в Суперкубку Італії в матчі проти «Інтера», який проходив у Пекіні. Завершив професійну кар'єру футболіста виступами за «Лаціо» у 2013 році.

## Виступи за збірну
2006 року тренер італійців Роберто Донадоні викликав Броккі під прапори національної збірної. 15 листопада 2006 року він дебютував у складі збірної в матчі проти збірної Туреччини, який проходив у Бергамо і завершився нічийним рахунком 1:1. Це був єдиний матч Броккі за національну збірну.

## Кар'єра тренера

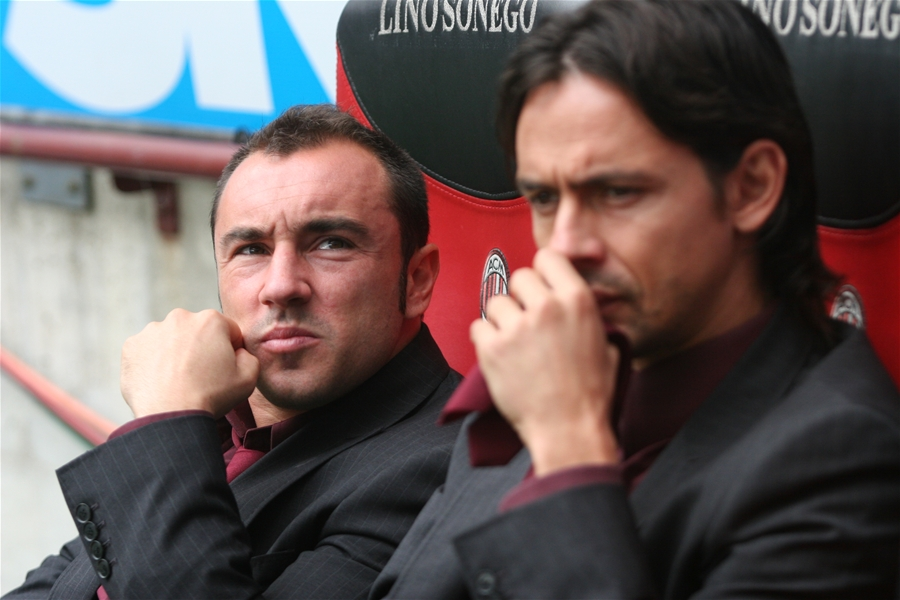
Крістіан Броккі (ліворуч) та Філіппо Індзагі у 2007 році.

Розпочав тренерську кар'єру відразу ж по завершенні кар'єри гравця, 2013 року, ставши тренером юнацької команди «Мілана».
Влітку 2014 року став тренером молодіжної команди «Мілана», замінивши Філіппо Індзагі, який очолив головну команду клубу.
12 квітня 2016 року очолив основну команду «Мілану» після звільнення з цієї посади Синиши Михайловича.

## Статистика виступів

### Статистика клубних виступів
| Сезон                 | Команда               | Чемпіонат             | Чемпіонат | Чемпіонат | Кубок Італії | Кубок Італії | Кубок Італії | Єврокубки | Єврокубки | Єврокубки | Інші змагання | Інші змагання | Інші змагання | Усього | Усього |
| Сезон                 | Команда               | Ліга                  | Ігор      | Голів     | Ліга         | Ігор         | Голів        | Ліга      | Ігор      | Голів     | Ліга          | Ігор          | Голів         | Ігор   | Голів  |
| --------------------- | --------------------- | --------------------- | --------- | --------- | ------------ | ------------ | ------------ | --------- | --------- | --------- | ------------- | ------------- | ------------- | ------ | ------ |
| 1995-96               | «Про Сесто»           | C1 (III)              | 32        | 1         | —            | —            | —            | —         | —         | —         | —             | —             | —             | 32     | 1      |
| 1996-97               | «Про Сесто»           | C2 (IV)               | 25        | 2         | —            | —            | —            | —         | —         | —         | —             | —             | —             | 25     | 2      |
| Усього за «Про Сесто» | Усього за «Про Сесто» | Усього за «Про Сесто» | 57        | 3         |              |              |              |           |           |           |               |               |               | 57     | 3      |
| 1997-98               | «Лумеццане»           | C1 (III)              | 30        | 4         | —            | —            | —            | —         | —         | —         | —             | —             | —             | 30     | 4      |
| 1998-99               | «Верона»              | B (II)                | 32        | 6         | КІ           | 3            | 0            | —         | —         | —         | —             | —             | —             | 35     | 6      |
| 1999-00               | «Верона»              | A                     | 27        | 2         | КІ           | 1            | 0            | —         | —         | —         | —             | —             | —             | 28     | 2      |
| Усього за «Верону»    | Усього за «Верону»    | Усього за «Верону»    | 59        | 8         |              | 4            | 0            |           |           |           |               |               |               | 63     | 8      |
| 2000-01               | «Інтернаціонале»      | A                     | 15        | 1         | —            | —            | —            | ЛЧ+КУЄФА  | 1+2       | 0         | —             | —             | —             | 18     | 1      |
| 2001-02               | «Мілан»               | A                     | 12        | 1         | КІ           | 5            | 0            | КУЄФА     | 7         | 0         | —             | —             | —             | 24     | 1      |
| 2002-03               | «Мілан»               | A                     | 12        | 2         | КІ           | 7            | 0            | ЛЧ        | 7         | 0         | —             | —             | —             | 26     | 2      |
| 2003-04               | «Мілан»               | A                     | 11        | 0         | КІ           | 6            | 0            | ЛЧ        | 3         | 0         | СІ            | 1             | 0             | 21     | 0      |
| 2004-05               | «Мілан»               | A                     | 11        | 0         | КІ           | 3            | 1            | ЛЧ        | 2         | 0         | —             | —             | —             | 16     | 1      |
| 2005-06               | «Фіорентина»          | A                     | 35        | 3         | КІ           | 4            | 0            | —         | —         | —         | —             | —             | —             | 39     | 3      |
| 2006-07               | «Мілан»               | A                     | 29        | 1         | КІ           | 5            | 1            | ЛЧ        | 8         | 0         | —             | —             | —             | 42     | 2      |
| 2007-08               | «Мілан»               | A                     | 24        | 0         | КІ           | 2            | 0            | ЛЧ        | 3         | 0         | СУ+КЧС        | 1+2           | 0             | 32     | 0      |
| Усього за «Мілан»     | Усього за «Мілан»     | Усього за «Мілан»     | 99        | 4         |              | 28           | 2            |           | 30        | 0         |               | 4             | 0             | 161    | 6      |
| 2008-09               | «Лаціо»               | A                     | 31        | 0         | КІ           | 3            | 0            | —         | —         | —         | —             | —             | —             | 34     | 0      |
| 2009-10               | «Лаціо»               | A                     | 27        | 2         | КІ           | 2            | 0            | ЛЄ        | 3         | 0         | СІ            | 1             | 0             | 33     | 2      |
| 2010-11               | «Лаціо»               | A                     | 30        | 0         | КІ           | 2            | 0            | —         | —         | —         | —             | —             | —             | 32     | 0      |
| 2011-12               | «Лаціо»               | A                     | 15        | 0         | КІ           | 0            | 0            | ЛЄ        | 3         | 1         | —             | —             | —             | 18     | 1      |
| 2012-13               | «Лаціо»               | A                     | 8         | 0         | КІ           | 3            | 0            | ЛЄ        | 0         | 0         | —             | —             | —             | 11     | 0      |
| Усього за «Лаціо»     | Усього за «Лаціо»     | Усього за «Лаціо»     | 111       | 2         |              | 10           | 0            |           | 6         | 1         |               | 1             | 0             | 128    | 3      |
| Усього за кар'єру     | Усього за кар'єру     | Усього за кар'єру     | 406       | 25        |              | 46           | 2            |           | 39        | 1         |               | 5             | 0             | 496    | 28     |

### Статистика виступів за збірну
| Дата       | Місто   | Господарі | Результат | Гості     | Турнір           | Голи | Примітки |
| ---------- | ------- | --------- | --------- | --------- | ---------------- | ---- | -------- |
| 15-11-2006 | Бергамо | Італія    | 1 – 1     | Туреччина | товариський матч | -    | 59'      |
| Усього     |         | Матчів    | 1         |           | Голів            | 0    |          |

## Титули і досягнення
- Володар Кубка Італії (3):

«Мілан»: 2002-03
«Лаціо»: 2008-09, 2012-13
- Чемпіон Італії (1):

«Мілан»: 2003-04
- Володар Суперкубка Італії з футболу (2):

«Мілан»: 2004
«Лаціо»: 2009
- Переможець Ліги чемпіонів УЄФА (2):

«Мілан»: 2002-03, 2006-07
- Володар Суперкубка УЄФА (2):

«Мілан»: 2003, 2007
- Клубний чемпіон світу (1):

«Мілан»: 2007